# Allophyes albida
Allophyes albida là một loài bướm đêm trong họ Noctuidae.